# لامان ستيورت
لامان ستيورت (بالإنجليزية: Lyman Stewart)‏ هو أحد رجال أعمال صناعة النفط في ولاية كاليفورنيا الأمريكية، وملتزم ديني، وشخصية خيرة. ولد لامان ستيورت بغرب ولاية بنسلفانيا الأمريكية سنة 1840، وشارك في الحرب الأهلية الأمريكية ضمن كتائب فرسان بنسلفانيا سنة 1861.
دخل مجال صناعة النفط من خلال عمل والده في هذا المجال سنة 1877 بمدينة تيتوسفيل ثم غادر مع شريكه ولاس هارديسون سنة 1886 إلى ولاية كاليفورنيا غرب الولايات المتحدة واسسوا شركة "ينيون النفطية"، التي أصبحت تنتج 15% من نفط الولاية سنة 1890 لترتفع إلى 22% سنة 1900 وبرأس مال فاق العشرة مليون دولار في تلك الفترة ، هذا وعرف لامان بتدينه والتزامه بقواعد التعاليم الإنجيلية، حيثُ كان مبشراً كنسياً ومؤسس معهد الكتاب المقدس في لوس أنجلس والذي أصبح لاحقاً جامعة بيولا ذات الطابع الديني ومن مؤسسي الأصولية الدينية في كاليفورنيا وصاحب بعثة المحيط الهادي الإنجيلية، وتبرع بثلث ماله من أجل معتقداته وتوفي سنة 1923.